# Maurice Schilles
Maurice Schilles (* 26. Februar 1888 in Puteaux, Hauts-de-Seine; † 24. Dezember 1957 in Suresnes, Hauts-de-Seine) war ein französischer Radrennfahrer, der bei den Olympischen Sommerspielen 1908 in London erfolgreich auf mehreren Distanzen im Bahnradsport teilnahm.

## Werdegang
Maurice Schilles gewann in London bei den dortigen Wettkämpfen zusammen mit seinem Partner André Auffray die Goldmedaille über 2000 Meter im Tandemrennen, was allgemein überraschte, denn beide waren zwar individuell hervorragende Sprinter, jedoch nie zuvor in einem Wettbewerb zusammen gefahren. Es war die einzige Goldmedaille für das französische Team bei den Olympischen Spielen in London.
Der damalige französische Meister im Sprint war ebenfalls Finalteilnehmer im 1000-Meter-Rennen, das aber wegen Überschreiten des Zeitlimits von 105 Sekunden nicht gewertet wurde. Dieses Rennen wurde trotz der kurzen Strecke von Reifenschäden einiger Favoriten geprägt, sodass das Überschreiten des Zeitlimits eventuell mit unerwarteten Behinderungen zu erklären ist. Nach Angaben des offiziellen Berichts soll Schilles dennoch das Rennen um wenige Inches gewonnen haben.
Außerdem nahm er am Wettkampf über 660 Yards teil, wo er jedoch in der ersten Runde ausschied – ebenso wie mit dem gesamten französischen Team bei der Mannschaftsverfolgung. Bei den UCI-Bahn-Weltmeisterschaften 1909 in Ordrup bei Kopenhagen wurde er Dritter im Fliegerrennen über 2000 Meter. 
Schilles überlebte im Gegensatz zu vielen anderen Sportlern seiner Generation den Ersten Weltkrieg und wechselte 1919 ins Profilager. Dort fuhr er erfolgreich bis 1928, wurde 1923 französischer Meister im Sprint und gewann selbst mit Mitte 30 noch den bekannten Sprintwettbewerb Grand Prix de Paris 1924 und 1925. 1924 siegte er im Grand Prix d’Angers. Noch im Jahr seines Profiabschieds wurde er Drittplatzierter bei den nationalen Meisterschaften.

## Einzelbelege
1. ↑  Bill Mallon, Ian Buchanan: The 1908 Olympic Games. Results for all Competitors in all Events, with Commentary (= Results of the Early Modern Olympics.). Mcfarland & Co Inc., Jefferson NC u. a. 2000, ISBN 0-7864-0598-8, S. 135. Ein Protest der Drittplatzierten, Charlie Brooks und William Isaacs, dass ihnen die Franzosen den Weg abgeschnitten hätten, indem sie von ihrer ursprünglichen Linie "weggependelt" wären, wurde abgeschmettert. Lediglich zwei weitere Proteste erlebten die gesamten Radwettbewerbe.
2. ↑  Archivierte Kopie (Memento vom 6. Februar 2009 im Internet Archive)

| Personendaten    | Personendaten                                     |
| ---------------- | ------------------------------------------------- |
| NAME             | Schilles, Maurice                                 |
| ALTERNATIVNAMEN  | Schilles, Maurice Auguste                         |
| KURZBESCHREIBUNG | französischer Bahnradrennfahrer und Olympiasieger |
| GEBURTSDATUM     | 26. Februar 1888                                  |
| GEBURTSORT       | Puteaux, Département Hauts-de-Seine, Frankreich   |
| STERBEDATUM      | 24. Dezember 1957                                 |
| STERBEORT        | Suresnes, Département Hauts-de-Seine, Frankreich  |